# Hugbert de Bavaria
Hugbert (sau Hukbert), membru al dinastiei Agilolfingilor, a fost duce de Bavaria între 725 și 736.
Hugbert era fiul ducelui Theodebert de Bavaria cu Regintruda, fiică probabilă a seneșalului Hugobert cu Irmina de Oeren.
Moartea timpurie a tatălui său a provocat dispute în jurul succesiunii asupra ducatului. Majordomul franc Carol Martel a căutat să profite de situația creată pentru a câștiga un mai mare control asupra ducatului independent. Hugbert s-a vozut nevoit să acorde lui Carol părți din ducat, iar pentru o vreme legile bavareze au fost pronunțate în numele regelui merovingian Theuderic al IV-lea.
Hugbert a trecut la implementarea planului predecesorilor săi de a constitui o biserică bavareză independentă. El a reușit în acest sens prin acțiunea de creștinare a teritoriului de către Sfântul Bonifaciu și prim rechemarea episcopului Corbinian din Freising.
1. ↑  „Hugbert de Bavaria”, Gemeinsame Normdatei, accesat în 16 octombrie 2015